# 유감스러운 도시
《유감스러운 도시》는 2009년에 개봉한 대한민국의 영화이다. 홍콩 영화 무간도를 패러디한 액션 코미디 영화로, 김동원이 감독을 맡았다.

## 줄거리
교통 경찰인 장춘동은 강력계 형사를 꿈꾼다. 그의 능력을 눈여겨본 상부의 지시에 따라, 그는 양광섭이 이끄는 거대한 조직에 잠입하게 된다. 한편, 양광섭 조직의 일원인 이중대는 경찰에 위장 잠입한다. 이중대는 자신의 정체를 숨긴 채 장춘동의 신분을 폭로하기 위해 경찰 간부들의 환심을 사려 노력한다. 하지만 그 과정에서 동료 경찰인 차세린과 사랑에 빠지면서 상황은 복잡하게 얽히기 시작한다.

## 캐스팅
- 정준호 - 장충동 역
- 정웅인 - 이중대 역
- 정운택 - 문동식 / 대가리 역
- 박상민 - 쌍칼 역
- 김상중 - 양광섭 역
- 한고은 - 차세린 역
- 선우재덕 - 박종기 역
- 박용기 - 천성기 역
- 김대희 - 원삼이 / 원숭이 역
- 강성필 - 양팔이 역
- 나현주 - 최유미 역
- 원웅재 - 태수 역
- 노승범 - 망치 역
- 김영훈 - 주방장 위장요원 역
- 홍지희 - 폭파현장 기자 역
- 이상훈 - 형사 1 역
- 윤관우 - 형사 2 역
- 구본진 - 약쟁이 역
- 송준근 - 김덕배 역
- 양희성 - 지화자 역
- 정경훈 - 요원 1 역
- 금기종 - 요원 2 역
- 이서빈 - 요원 3 역
- 지상민 - 양아치 2 역
- 김흥국 - 상습 교통위반자 역
- 조한선 - 오토바이맨 역
- 이승우 - 바텐 역
- 박천정 - 간부경찰 1 역
- 윤해영 - 조민주 역 (특별출연)
- 전미선 - 박 반장 아내 역 (특별출연)
- 지대한 - 도끼 역 (특별출연)
- 윤다경 - 포주 역 (특별출연)
- 이익선 - 앵커 역 (특별출연)
- 이인성 - 광섭 아들, 인성 역 (특별출연)